# Mexico City Challenger 1990
Il Mexico City Challenger 1990 è stato un torneo di tennis facente parte della categoria ATP Challenger Series nell'ambito dell'ATP Challenger Series 1990. Il montepremi del torneo era di $100 000 ed esso si è svolto nella settimana tra il 16 aprile e il 22 aprile 1990 su campi in terra rossa. Il torneo si è giocato a Città del Messico in Messico.

## Vincitori

### Singolare
Francisco Maciel ha sconfitto in finale  Luis Herrera con il punteggio di 2–6, 7–6, 6–3.

### Doppio
Pablo Albano /  Ville Jansson hanno sconfitto in finale  Bryan Shelton /  Nduka Odizor con il punteggio di 6–3, 6–4.